# Ficus carrii
Ficus carrii är en mullbärsväxtart som beskrevs av Edred John Henry Corner. Ficus carrii ingår i släktet fikonsläktet, och familjen mullbärsväxter. Inga underarter finns listade i Catalogue of Life.